# Quận Alameda, California
Quận Alameda (Alameda County) là một quận ở tiểu bang California, Hoa Kỳ. Quận này chiếm phần lớn vùng Vịnh Đông của Khu vực vịnh San Francisco. Theo điều tra dân số năm 2000, quận này có dân số 1.443.741 người, là quận đông dân thứ 7 của tiểu bang. Quận lỵ là Oakland.
Quận Alameda hiện có mức thu thuế kinh doanh cao nhất ở California, với mức 8,75%.

## Lịch sử
Quận này được thành lập ngày 25 tháng 3 năm 1853 từ một phần lớn của Quận Contra Costa và một phần nhỏ của Quận Santa Clara.
Từ 'alameda' có nghĩa là 'một nơi có cây bạch dương mọc', một tên gọi ban đầu được đặt cho Arroyo de la Alameda (Rạch Poplar Grove). Những cây liễu và những cây sung dâu mọc dọc theo hai bờ của con sông này gợi cho những nhà thám hiểm một con đường có trồng hàng cây, cũng gọi là một 'alameda'.
Vào thời điểm đó, hạt lỵ đóng ở Alvarado; và đã được dời đến San Leandro năm 1856 khi tòa nhà tòa án của quận bị trận động đất năm 1868 trên Phay Hayward phá hủy. Hạt lỵ sau đó lại được tái lập ở thị trấn Brooklyn trong giai đoạn 1872-1875. Brooklyn ngày nay là một phần của Oakland, là quận lỵ quận này từ năm 1873.
Phần lớn khu vực ngày nay được xem như một vùng đô thị, với các thành phố lớn, đã được phát triển như một ngoại ô xe điện của San Francisco cuối thế kỷ 19 và đầu thế kỷ 20. Sự tiến triển lịch sử từ đất của các bộ lạc châu Mỹ qua thời kỳ chuyển nhượng cho Tây Ban Nha, sau đó thành các trang trại, trại chăn nuôi, vườn cây ăn quả, ngoại ô và cuối cùng là thành phố của quận này thì giống với Quận Contra Costa.

## Chính quyền
Quận Alameda thuộc quản lý của một Ban Giám sát được bầu cử.
Sự thi hành pháp luật tại quận này được một quận trưởng quận được bầu cử đảm trách, viên quận trưởng này giám sát một lực lượng các đại diện có trách nhiệm hàng đầu là giữ trật tự các khu vực chưa hợp nhất của quận, và đảm trách công tác an ninh cho các tòa nhà công sở như tòa án, nhà tù và các tài sản khác. Quận trưởng này cũng thực hiện các trát của tòa.

## Các sự kiện
Hội chợ quận Alameda hàng năm được tổ chức tại Pleasanton. Hội chợ này kéo dài 3 tuần từ tháng 6 đến tháng 7. Các hoạt động gồm có đua ngựa, carniva, trưng bày 4-H và các ban nhạc sống.

## Địa lý
Theo Cục thống kê dân số Hoa Kỳ, quận này có tổng diện tích 2.127 km² (821 mi²). 1.910 km² (738 mi²) là mặt đất và 216 km² (84 mi²) của quận (10,18%) là mặt nước.
Vịnh San Francisco giáp quận này về phía tây. Đỉnh của Berkeley Hills tạo thành một phần của biên giới đông bắc và kéo đến giữa quận. Một đồng bằng ven biển rộng nhiều dặm và nằm kề vịnh này, là nơi có thành phố Oakland và là các khu vực đông dân nhất. Thung lũng Livermore nằm ở phía đông của quận.
Phay Hayward, một nhánh của Phay San Andreas về phía tây, chạy qua các khu vực đông dân nhất của quận Alameda, còn Phay Calaveras chạy qua vùng đông bắc của quận.

### Các thành phố hợp nhất

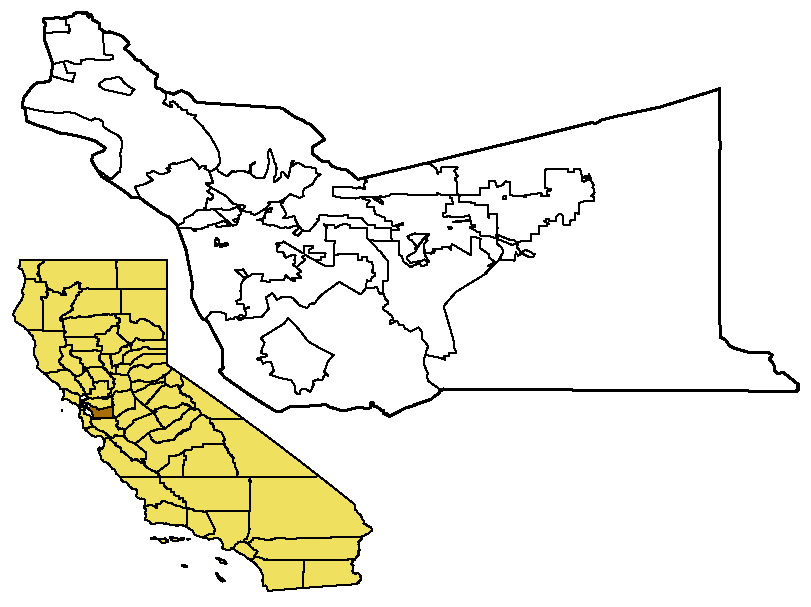
Bản đồ của quận Alameda ngày nay (14 thành phố và 6 nơi chỉ định điều tra dân sốkhông hợp nhất

- Alameda
- Albany
- Berkeley
- Dublin
- Emeryville
- Fremont
- Hayward
- Livermore
- Newark
- Oakland
- Piedmont
- Pleasanton
- San Leandro
- Union City

### Các cộng đồng không hợp nhất
- Ashland
- Castro Valley
- Cherryland
- Fairview
- Sunol
- San Lorenzo